# Pie Raymond Régamey
Pour les articles homonymes, voir Régamey.
 (novembre 2020).
Si vous disposez d'ouvrages ou d'articles de référence ou si vous connaissez des sites web de qualité traitant du thème abordé ici, merci de compléter l'article en donnant les références utiles à sa vérifiabilité et en les liant à la section « Notes et références ».
Pie Raymond Régamey, né le 10 janvier 1900 à Beblenheim (France) et mort le 12 mars 1996, est un prêtre dominicain français, historien de l'art, et écrivain spirituel.

## Biographie
Raymond Régamey est le fils de Frédéric Régamey, peintre et écrivain, et de Jeanne Heilmann, écrivain. Né dans une famille protestante, il se convertit au catholicisme en 1926.
Élève au collège Chaptal, il prépare une licence d'histoire en 1921, après son engagement volontaire et sa démobilisation en 1919. Il commence à suivre les cours de l'École du Louvre mais doit abandonner avant la thèse car il est devenu soutien de famille.

## Œuvre

### Livres écrits seul
- Hommage à Géricault, PUF Cahier du mois du 31 juillet 1924 no 3, 96 pages, 1924
- Prud'hon, 64 pages + 60 pages hors texte en héliogravure, Éditions Rieder, Paris, 1928
- Eugène Delacroix. L'Époque de la Chapelle des Saints,Anges (1847, 1863), Éditions la Renaissance du Livre vers 1910 et 1931
- La Pauvreté, Éditeur Aubier/Montaigne la vie intérieure, 1941
- La Pauvreté : introduction nécessaire à la vie chrétienne, 1941
- Les plus beaux textes sur la Vierge Marie, Éditions la Colombe, 1942 et 1962
- Les Anges au ciel et parmi nous, Éditions Fayard, 1959
- Art sacré du XXe siècle, Éditions du Cerf, 1952
- La querelle de l'Art sacré, 1952
- L'Amour de Dieu se commande-t-il ?, 1954
- Charité d'abord, qu'est-ce à dire ?, 1954
- Non-Violence et conscience chrétienne, 1958
- Portrait spirituel du chrétien, Éditions du Cerf, 1963
- La pauvreté et l'homme d'aujourd'hui, 1963
- Pauvreté chrétienne et construction du monde, Éditions Montaigne, 1967
- La croix du Christ et celle du chrétien, Éditions du Cerf, 1969
- Redécouvrir la vie religieuse, Éditions du Cerf, 1969
- Ce que croyait Saint,Dominique, Éditions MAME, 1978
- Quelle que soit la nuit, Noël, Éditions du Cerf, 1981
- La vie religieuse selon Jean-Paul II, Éditions du Cerf, 1981 et décembre 2008

### Publications et livres écrits en collaboration ou contributions
- Points de vue actuels sur l'Art ancien par Pie Raymond Régamey et François Mathey, Note de Marina Scriabine, 1946
- Ville de Bordeaux. Musée de la peinture. Exposition d'art chrétien ancien et moderne, avril-mai 1947. L'art chrétien par J. d'Welles. La vitalité des arts religieux par le Père Régamey. À propos des rétrospectives d'art chrétien par G. Loirelle, par Pie Raymond Régamey et la ville de Bordeaux, Musée de la Peinture, 1947
- Paul Jamot, Préludes et allégories : avant-propos de Thérèse Bertin,Mourot ; Paul Jamot, ses idées sur l'Art et sur la vie, conférence par le père Régamey ; Peintures de l'auteur, 1945
- À la recherche de la tradition : L'Église d'Assy et la Chapelle de Vence par le père Marie-Alain Couturier et Pie Raymond Régamey, 1948
- L'Art Sacré, 1951, 5,6 : Devant l'Art profane de Marie-Alain Couturier, André,Jean Festugière, Régine Pernoud et Pie Raymond Régamey, Éditions du Cerf, 1950
- Allemagne, 1950 de Pie Raymond Régamey et Otto Bartning, 1950
- Le prêtre et la création artistique par le père Marie-Alain Couturier, l'abbé Maurice Morel, Jacques le Chevallier, Michel Florisoone, le père Régamey, 1950
- Libri e ogetti d'arte religiosi in Francia : Roma, Centro San Luigi Dei Francesi, Prefazione del Pie Raymond Régamey, 1950
- M.C. Buchet : Cantique des Montées présentés par Pie Raymond Régamey, 1951
- Voici des artistes pour l'Église de Pie Raymond Régamey et Ernest Schnydrig, 1952
- Le Silence. Note pour l'architecte par le Père Régamey de Pie Raymond Régamey et Marie,Augustin Cocagnac, 1954
- La leçon japonaise du père M. H Lelong. L'avenir de l'art sacré de Pie Raymond Régamey et Maurice Lelong, 1954
- La plus grande aventure du monde. L'architecture mystique de Cîteaux. François Cali, Pie Raymond Régamey, Le Corbusier, 1956
- Redécouverte du jeûne, Pie Raymond Régamey : contribution, Éditions du Cerf, 1959
- Spritualité de la voix, Lucie de Vienne, Pie Raymond Régamey : Préface et postface, Éditions du Cerf, 1960
- Saint,Rouin,en,Argonne de Serge Bonnet et Pie Raymond Régamey, Éditions du Cerf, 1961
- Face à la violence : pour un statut des objecteurs de conscience, Pie Raymond Régamey et Jean,Yves Jolif, Éditions du Cerf, 1962
- Non,violence et objection de conscience de Marilène Clément, Henri Fronsac et Pie Raymond Régamey, Éditions Casterman, 1962
- Le regard du photographe par Augustin,Marie Cocagnac et Pie Raymond Régamey, Éditions du Cerf, 1963
- Je sais, Je crois : Encyclopédie du Catholique au XXe siècle, 14 parties, 158 volumes, Jolivet, Vaucourt, Greef, Journet, Daujat, Congar, Le Guillou, Aubert, Régamey, Drioton, Steimann, Lecuyer etc., Éditions Librairie Arthème Fayard, 1965
- Camille Drevet : Gandhi interpelle les chrétiens, Préface de Pie Raymond Régamey, Éditions du Cerf, 1965
- L'évangile est à l'extrême, Marie-Alain Couturier, Pie Raymond Régamey : préface et présentation, Éditions du Cerf, 1970
- Hommage différé au père Chenu, Pie Raymond Régamey : collaboration, Éditions du Cerf, 1990